# Green Buzz
Green Buzz is een Belgisch biologisch bier van hoge gisting.
Het bier wordt gebrouwen in Brasserie Millevertus te Breuvanne. Het is een blond bier met een alcoholpercentage van 6%.